# Atherigona basitarsalis
Atherigona basitarsalis är en tvåvingeart som beskrevs av Deeming 1987. Atherigona basitarsalis ingår i släktet Atherigona och familjen husflugor.
Artens utbredningsområde är Seychellerna. Inga underarter finns listade i Catalogue of Life.